# HERC2
Probable E3 ubiquitine-proteïne ligase HERC2 is een enzym dat bij de mens wordt gecodeerd door het HERC2-gen en zo een rol speelt bij de pigmentatie van het regenboogvlies (oogkleur).
Een mutatie in het HERC2-gen, dat op chromosoom 15 naast de OCA2-gen ligt, heeft invloed op de mate van de expressie van OCS2 in de menselijke iris.  
Deze mutatie wordt in bijna alle mensen met blauwe ogen aangetroffen. Men heeft daarom de hypothese geopperd dat alle mensen met blauwe ogen een gemeenschappelijk voorouder zouden hebben, bij wie deze mutatie als eerste zou zijn opgetreden. Deze persoon zou zo'n 6.000 tot 10.000 jaar geleden geleefd hebben.

## Voetnoten
1. ↑  Ji Y, Walkowicz M.J., Buiting K, Johnson D.K., Tarvin R.E., Rinchik E.M., Horsthemke B, Stubbs L, Nicholls R.D. (May 1999). The ancestral gene for transcribed, low-copy repeats in the Prader-Willi/Angelman region encodes a large protein implicated in protein trafficking, which is deficient in mice with neuromuscular and spermiogenic abnormalities. Hum Mol Genet 8 (3): 533–42. PMID 9949213.
2. ↑  Entrez Gene: HERC2 hect domain and RLD 2.
3. ↑  Bryner J, Here's what made those brown eyes blue. Health News. MSNBC (31 januari 2008). Geraadpleegd op 6 november 2008. ; Bryner J, One Common Ancestor Behind Blue Eyes. LiveScience. Imaginova Corp. (31 januari 2008). Geraadpleegd op 6 november 2008. ; Blue-eyed humans have a single, common ancestor. News. University of Copenhagen (30 januari 2008). Gearchiveerd op 8 november 2008. Geraadpleegd op 6 november 2008.
4. ↑  Eiberg H, Troelsen J, Nielsen M, Mikkelsen A, Mengel-From J, Kjaer KW, Hansen L (March 2008). Blue eye color in humans may be caused by a perfectly associated founder mutation in a regulatory element located within the HERC2 gene inhibiting OCA2 expression. Human Genetics 123 (2): 177–87. PMID 18172690. DOI: 10.1007/s00439-007-0460-x.
5. ↑  Sturm RA, Duffy DL, Zhao ZZ, Leite FP, Stark MS, Hayward NK, Martin NG, Montgomery GW (February 2008). A Single SNP in an Evolutionary Conserved Region within Intron 86 of the HERC2 Gene Determines Human Blue-Brown Eye Color. American Journal of Human Genetics 82 (2): 424–31. PMID 18252222. PMC 2427173. DOI: 10.1016/j.ajhg.2007.11.005.